# نگهدارنده مرتبه صفر
نگهدارنده مرتبه صفر ( ZOH ) یک مدل ریاضی بازپردازش سیگنال عملی توسط یک مبدل دیجیتال به آنالوگ معمولی است. به عبارت دیگر، تبدیل یک سیگنال زمان گسسته به یک سیگنال زمان پیوسته با نگه داشتن هر مقدار نمونه به مدت یک فاصله زمانی. این برنامه کاربردهای مختلفی در ارتباطات برق دارد.

## مدل حوزه زمان

شکل ۱. تابع مستطیل مستطیلی با اندازه‌گیری زمان و زمان استفاده شده در تجزیه و تحلیل زمان ZOH.

شکل ۲. سیگنال تکه ای ثابت x _{ZOH} (t).

نگهدارنده مرتبه صفر موج پیوسته زیر را از یک دنباله نمونه x [n] بازسازی می‌کند، با فرض یک نمونه در هر فاصله زمانی T:
{\displaystyle x_{\mathrm {ZOH} }(t)\,=\sum _{n=-\infty }^{\infty }x[n]\cdot \mathrm {rect} \left({\frac {t-T/2-nT}{T}}\right)\ }
که {\displaystyle \mathrm {rect} ()\ } تابع مستطیلی است.